# Крістоффер Габель
Крістоффер Габель (дан. Christoffer Gabel; 6 січня 1617 — 13 жовтня 1673) — данський державний діяч з аристократичного роду Габелів.

## Життєпис
Народився 6 січня 1617 року в Глюкштадті. Його батько, Вульберн або Вальдемар Габель, працював спочатку картографом, а згодом реєстратором Глюкштадту. Він був убитий під час облоги тамтешньої фортеці німецькою імператорською армією в 1628 році. Про молодість Крістоффера нічого не відомо, але певно, що він здобув університетську освіту. Ім'я Крістоффера вперше зафіксовано в 1639 році як наглядача та бухгалтера при дворі архієпископа Бремена герцога Фредеріка. Коли герцог зійшов на данський престол, як король Данії Фредерік III, Габель послідкував за ним до Копенгагену як його приватний секретар і ділова людина маючи великий вплив на нерішучого короля.
Упродовж короткого проміжку миру між першим і другим нападом короля Карла X на Данію, Габель працював у кількох таємних місіях до Швеції; і він брав участь в інтригах, результатом яких стала самодержавна революція 1660 року. Не будучи ініціатором революції, він, безумовно, був головним посередником між Фрідріхом III та Об'єднаними маєтками в таємничій змові, яка встановила абсолютизм у Данії. Його діяльність завоювала вдячність короля на все життя. Його збагатили, облагородили і в 1664 році зробили губернатором Копенгагена. З 1660 по 1670 рік він вважався найвпливовішою фігурою при дворі і дуже значною мірою працював у фінансових та дипломатичних справах.
Він брав участь у обговорені положень Копенгагенського мирного договору, за результатами якого до Данії повернулися Тронхеймський лен та острів Борнгольм.
У цей період він проводив профранцузьку зовнішню політику тоді як на його внутрішню політику впливала лінь та корупція.
Коли Фрідріх III помер, у лютому 1670 року, влада Габеля закінчилася. Новий правитель, Кристіан V, не підтримував його, і звинувачення проти Габеля надходили з кожної чверті. Коли 18 квітня 1670 року він був звільнений з посади, не було жодної симпатії до людини, яка збагатилася в часи широкої бідності. Він був позбавлений усіх титулів та привілеїв, крім фінансового контролю Фарерських островів. Решту часу він провів у Копенгагені, помер 13 жовтня 1673 року й був похований у церкві святого Петра.

## Родина
Крістоффер Габель одружився незадовго до 1642 року на Арменгард (Ермегаард) Баденхоп (бл. 1619 — 1699), дочці доктора Йоганна Баденхопа, рентмейстера бременського архієпископа та Анни Шене. У подружжя народилось п'ять дітей:
- Фредерік Габель (1643—1708) — віце-король Норвегії.
- Анна-Луїза (1647–1659)
- Йоган Пітер (1649–1687)
- Анна Маргрете (1651—1678) — дружина Конрада фон Ревентлова.
- Вальдемар Крістофер (1653–1725) — камергер та таємний радник.

Також, мав позашлюбних дітей від Кристини фон Бюхлоєв:
- Ганс Дітлев фон Габель-Бюхлоєв (1671–1734)
- Кристіан фон Бюхлоєв (1673–1721)

Племінником Крістоффера Габеля, сином його сестри Маргрете, був законоречник Фарерських островів і тамтешній великий землевласник — Йоган Гендрик Вейге.